# Longform-Journalismus
Longform-Journalismus ist eine Form des Journalismus, die explizit auf lange Lesestücke setzt. Entgegen der Annahme, dass Medienkonsumenten im Internet nur kurze Texte lesen, geht der Longform-Journalismus davon aus, dass auch im digitalen Zeitalter eine Nachfrage nach ausführlichen und hochwertigen journalistischen Beiträgen besteht.

## Definition
Unter dem Begriff „Longform-Journalismus“ werden Beiträge im Online-Journalismus subsumiert, die folgende Kriterien aufweisen:
- Unbegrenzte Länge: Longform-Stücke sind meist ausführliche Beiträge. Sie obliegen keiner Begrenzung der Zeichenzahl, vielmehr „zeichnen sich eben gerade dadurch aus, dass sie sich für Längen und Umfänge nicht interessieren, sondern sich den Platz nehmen, den sie brauchen.“[2]
- Narrative Textformen: Longform-Journalismus setzt sich in aller Regel mit Themen auseinander, die schwer zu durchdringen sind und einer gründlichen Analyse bedürfen. Hierfür werden narrative Textformen wie beispielsweise die Reportage verwendet.
- Multimedialität: Charakteristisch für Longform-Journalismus ist die Verwendung von multimedialen Elementen. Dazu können Videos, Audios, Animationen, Grafiken oder datenjournalistische Anwendungen gehören.

## Abgrenzungen
Journalistische Beiträge, die unter Longform-Journalismus fallen, werden oft mit anderen Begrifflichkeiten belegt. So ist in diesem Kontext oft auch von Multimedia-Reportagen, Storytelling oder Scrollytelling die Rede.  Hier wird allerdings allein die dritte der o. g. Kriterien (Multimedialität) betont. Einen einheitlich verwendeten Namen gibt es folglich nicht.

## Verbreitung
In den USA kann seit etwa 2013 ein „Comeback“ des Longform-Journalismus beobachtet werden. Als Vorreiter für Longform-Journalismus in den Vereinigten Staaten gilt die New York Times, die Stücke wie „Snow Fall“ oder „The Russia Left Behind“ veröffentlichte.
Auch in Deutschland gibt es mittlerweile zahlreiche Beispiele für Longform-Journalismus, nennenswert sind etwa das Projekt „Langstrecke“ der Süddeutschen Zeitung und „Longform-Stücke“ von Zeit Online. Einen Überblick mit über 60 nationalen und internationalen Beispielen für Longform-Journalismus bietet die Journalistin Sonja Kaute in ihrem Blog.